# Arthroleptis nikeae
Arthroleptis nikeae là một loài ếch thuộc họ Arthroleptidae.
Đây là loài đặc hữu của Tanzania.
Môi trường sống tự nhiên của chúng là vùng núi ẩm nhiệt đới hoặc cận nhiệt đới.
Chúng hiện đang bị đe dọa vì mất môi trường sống. Nó được đặt tên theo nhà bảo tồn sinh học nổi tiếng Nike Doggart, người đầu tiên phát hiện và xác định nó. 